# Tobias Larsen
Tobias Larsen (* 2. Januar 2000) ist ein dänischer Leichtathlet, der sich auf den Sprint spezialisiert hat.

## Sportliche Laufbahn
Erste internationale Erfahrungen sammelte Tobias Larsen bei den 2016 erstmals in Tiflis ausgetragenen Jugendeuropameisterschaften, bei denen er mit 11,13 s im Halbfinale im 100-Meter-Lauf ausschied. Im Jahr darauf schied er dann bei den U18-Weltmeisterschaften in Nairobi mit 10,74 s und 21,85 s jeweils im Halbfinale über 100 und 200 Meter aus. 2019 schied er bei den U20-Europameisterschaften in Borås mit 10,84 s im Semifinale über 100 Meter aus und 2021 kam er bei den U23-Europameisterschaften in Tallinn mit der dänischen 4-mal-100-Meter-Staffel im Vorlauf nicht ins Ziel. Im Jahr darauf erreichte er bei den Weltmeisterschaften in Eugene in der Vorrunde im Staffellauf ebenfalls nicht das Ziel, wie auch bei den anschließend in München stattfindenden Europameisterschaften.
In den Jahren 2017 und 2019 wurde Larsen dänischer Hallenmeister in der 4-mal-200-Meter-Staffel.

## Persönliche Bestzeiten
- 100 Meter: 10,27 s (+1,5 m/s), 31. Juli 2022 in Sestriere
  - 60 Meter (Halle): 6,79 s, 30. Januar 2022 in Randers
- 200 Meter: 21,35 s (0,0 m/s), 14. Juli 2017 in Nairobi